# Ana María Sánchez (abogada)
Ana María Liliana Sánchez Vargas de Ríos (Lima, 28 de enero de 1959) es una diplomática peruana, abogada de la Pontificia Universidad Católica del Perú y Licenciada en Relaciones Internacionales de la Academia Diplomática del Perú. Fue Ministra de Relaciones Exteriores del Perú, desde el 2 de abril de 2015 hasta el 28 de julio de 2016.

## Biografía
Es abogada egresada de la Pontificia Universidad Católica del Perú.
En 1980 ingresó al Servicio Diplomático del Perú. Fue promovida a la categoría de Embajadora el 1 de enero de 2013.
Ha desempeñado funciones dentro del Ministerio de Relaciones Exteriores del Perú en la Subsecretaría de Política Exterior; en la Dirección de América; en la Dirección de Privilegios e Inmunidades; en la Dirección General de Administración; en la Dirección de Cooperación Política e Integración; en el Gabinete de Coordinación del Viceministro y Secretario General; Directora de Desarrollo e Integración Fronteriza; Directora de Integración-Asuntos Económicos; y fue Jefa del Despacho Ministerial de tres Cancilleres antes de su nombramiento en el puesto.

### Cargos en el Exterior
En el exterior ha servido en la Embajada del Perú en Hungría; en el Consulado del Perú en Sao Paulo; en el Consulado del Perú en Ciudad de México; y en la Representación Permanente del Perú en la OEA.
En febrero de 2019 fue nombrada como embajadora del Perú en Irlanda. Presentó sus cartas credenciales al presidente Michael D. Higgins en mayo del mismo año.

### Ministra de Relaciones Exteriores

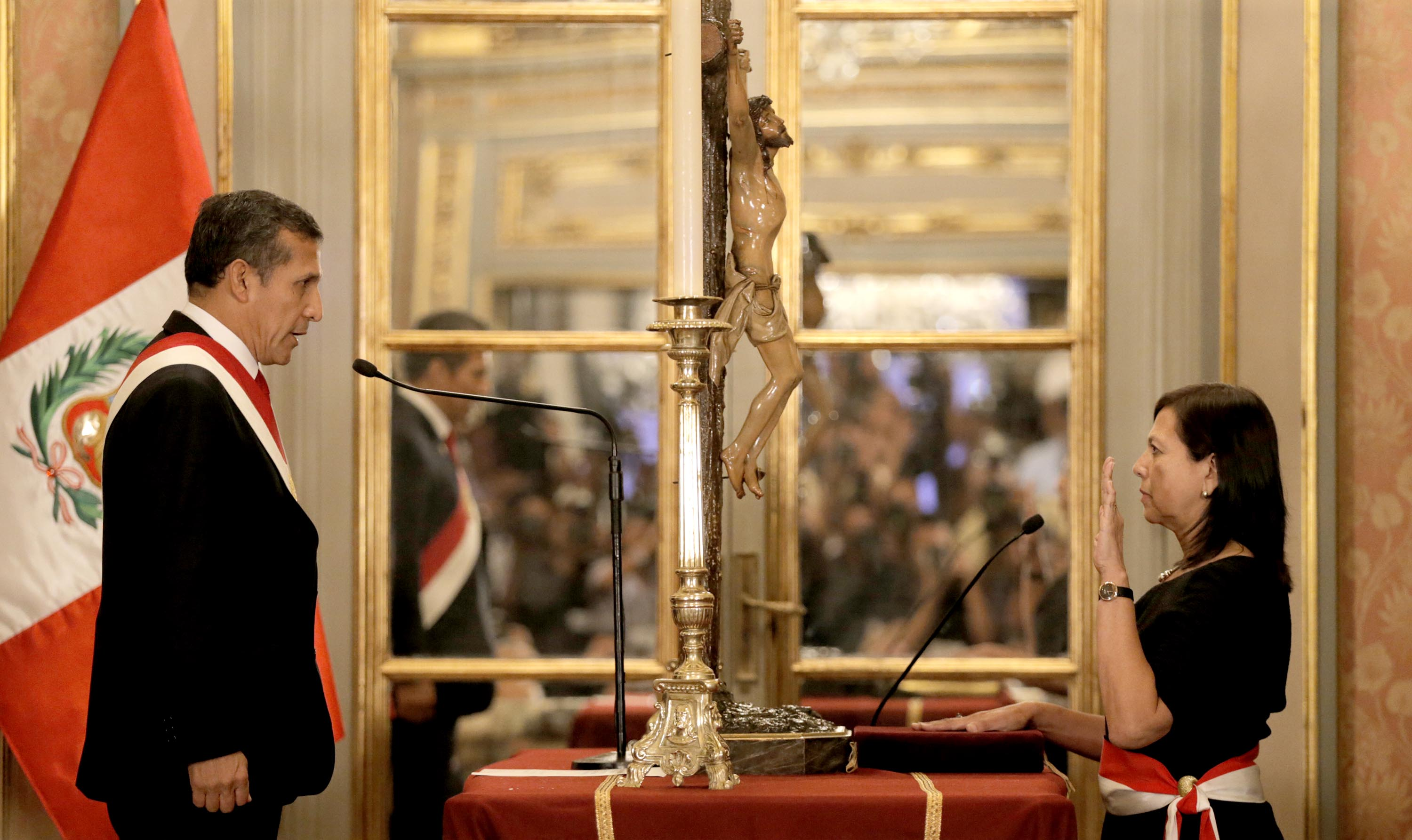
Ana María Sánchez, jurando ante el presidente Ollanta Humala como Canciller de la República del Perú.

El 2 de abril de 2015 juró como Ministra de Relaciones Exteriores, integrando el Consejo de Ministros presidido por Pedro Cateriano Bellido, el séptimo del gobierno del presidente Ollanta Humala Tasso. La ceremonia se realizó el Salón Dorado de Palacio de Gobierno. Con su nombramiento se convirtió en la primera mujer de la carrera diplomática del Perú en ser designada Canciller (su predecesora, Eda Rivas Franchini, no era diplomática de carrera).  Un día antes había sido nombrada embajadora de Perú en Francia, designación que quedó sin efecto al asumir su nueva responsabilidad.

## Condecoraciones
- 2008: Orden Militar de Ayacucho, en el grado de Comendador.[2]
- 2015:  Dama gran cruz de la Orden de Isabel la Católica (España)[7]
- 2015: Orden El Sol del Perú en el grado de Gran Cruz
- 2015: Orden al Mérito por Servicios Distinguidos en el grado de Gran Cruz
- 2015: Orden al Mérito del Servicio Diplomático del Perú José Gregorio Paz Soldán en el grado de Gran Cruz